# Western Gailes Golf Club
De Western Gailes Golf Club is een golfclub in Ayrshire, Schotland.
De club werd in 1897 opgericht door William Johnstone, James Lang, Will G. O. Lindsay en Andrew McCulloch. Ze waren lid van verschillende golfclubs in Glasgow, waar de industrie vaak zorgde voor luchtvervuiling. Daarom leek het hun een goed idee om een golfbaan in de frisse lucht aan te laten leggen. Ze huurden een stuk land van de 18-jarige zesde Duke of Portland en kochten de grond van hem in 1920. De zevende en achtste Duke waren erelid van de club.

## De baan
De par van de baan is 71.

De golfbaan ligt aan de westkust van Schotland, tussen de treinrail en de Firth of Clyde, ten Z.O. van Glasgow. De eerste negen holes waren in 1898 klaar en een jaar later lag er een 18 holesbaan. Omdat het een landschap is met lage duinen, heeft de wind er vrij spel en sta je tijdens het spelen vaak te laag om te zien waar je bal terechtkomt. Vanaf bijna alle holes kan je de zee zien.

## Clubhuis
Het clubhuis ligt midden in de baan, wat bij een linksbaan niet gebruikelijk is. Aan iedere kant liggen negen holes.

## Toernooien
Western Gailes is gastheer geweest van nationale en internationale toernooien zoals:
- Schots Amateur Kampioenschap: 1927, 1934, 1953, 1961, 1966, 1974, 1981, 2002, 2011
- Brits Senior Amateur: 1996 (winnaar John Owens)
- Europees Landen Team Kampioenschap (heren): 2007
- Schotland vs Engeland: 1947
- Curtis Cup: 1972, gewonnen door de Verenigde Staten

Op deze baan wordt ook vaak een van de kwalificatietoernooien gespeeld voor het Brits Open.